# Недотёпа (роман)
«Недотёпа» — роман писателя-фантаста Сергея Лукьяненко для детей и юношества, вышедший в издательстве «АСТ» в мае 2009 года одновременно в двух изданиях: стандартном в серии «Звёздный лабиринт» и специальном подарочном в суперобложке. В книге рассказывается о приключениях юноши Трикса Солье, наследного согерцога в мире, похожем на европейское Средневековье, однако с действующей в нём магией и потусторонними силами (минотавры, некроманты, зомби и т. д.).
Специально по просьбе писателя книга была подробно проиллюстрирована известной художницей-иллюстратором Евгенией Ивановной Стерлиговой. Стиль иллюстраций к книге — графика.

## Сюжет
История начинается с того, что Трикс Солье, сын согерцога Рата Солье, после дворцового переворота попадает в темницу. Командир стражников доставляет его к согерцогу Сатору Гризу, свергшему своего соправителя и захватившему власть. Именно Сатор рассказывает молодому Триксу о гибели его родителей.
Трикса Сатор Гриз отпускает, и даже помогает с припасами и деньгами. Он считает полезным существование у его сына Дэрика заклятого врага, который будет держать наследника в тонусе и не даст ему расслабиться. Трикс уплывает на лодке по реке и в пути встречает рыжего мальчишку Йена, которого делает своим оруженосцем. Спустя ещё некоторое время Трикс попадает в княжество Дилон, где сам нанимается оруженосцем к рыцарю Паклусу, на четверть гному, с целью в будущем стать рыцарем, вернуть своё согерцогство и рассчитаться за гибель родителей. Паклус в сопровождении Трикса отправляется к известному волшебнику Радиону Щавелю, старому другу, которого он уже давно пытается на спор победить в честном бою. Возле башни мага начинается битва против призванных магом чудовищ, в ходе которой у Трикса проявляются явные способности к магии. Маг мирится с рыцарем, и Паклус оставляет Щавелю Трикса в ученики.
Обучаясь магии, Трикс возвращается в Дилон, где у его учителя есть дом. Но оказывается, что в пустующем доме мага скрывается молодая княгиня Тиана со своим сводным братом Халанбери. Тиана — сирота, и регент Хасс, временный правитель княжества, решил отдать княгиню в жены главному витаманту (живому мертвецу) Эвикейту, правителю Хрустальных островов, и в сопровождении посла витамантов рыцаря-мага Гавара отправил её на корабле на Хрустальные острова. Трикс нанимает старое полуразвалившееся корыто и бросается в погоню, набрав в команду знакомых театральных актеров, в репертуаре которых хотя бы есть пьеса на морскую тематику.
Триксу удаётся спасти княгиню, с ней он отправляется в столицу королевства и хитростью добивается аудиенции у короля Маркеля Весёлого. Маркель проводит расследование по делу Сатора Гриза и находит у того улики, свидетельствующие о том, что Гриз был в сговоре с витамантами. Кроме того, тайная канцелярия короля обнаруживает родителей Трикса целыми и невредимыми. В итоге Рат и Реми Солье, забрав с собой Халанбери (сын вырос, а герцогине нужно же кого-то воспитывать) возвращаются в свои владения и правят герцогством; Тиана отправляется обратно в Дилон; а Трикс продолжает обучение у Радиона Щавеля, который в конце повествования упоминает о Прозрачном Боге, главном антагонисте следующей книги дилогии «Трикс», «Непоседа».

## Создание и издание
| Год  | Издательство | Место издания | Серия                        | Тираж         | Примечание                                                             | Источник |
| ---- | ------------ | ------------- | ---------------------------- | ------------- | ---------------------------------------------------------------------- | -------- |
| 2009 | АСТ          | Москва        | Звездный лабиринт            | 50000         | Начало дилогии о Триксе Солье. Иллюстрация на обложке А. Дубовика.     | [ 1 ]    |
| 2009 | АСТ          | Москва        | Чёрная серия (танковая щель) | 120000 + 4000 | Первый роман цикла о Триксе Солье. Иллюстрация на обложке А. Дубовика. | [ 2 ]    |
| 2009 | АСТ          | Москва        |                              | 10000         | Иллюстрированное издание — с иллюстрациями Е.И. Стерлиговой.           | [ 3 ]    |
| 2011 | АСТ, Астрель | Москва        | Звездный лабиринт 3          | 7000          | Первый роман цикла о Триксе Солье. Художник А. Дубовик.                | [ 4 ]    |
| 2015 | АСТ          | Москва        | Весь Сергей Лукьяненко       | 5000          | Дилогия «Трикс» в одном томе. Иллюстрация на обложке В. Бондаря.       | [ 5 ]    |

| Год  | Название                                         | Издательство      | Место издания | Язык        | Переводчик       | Источник |
| ---- | ------------------------------------------------ | ----------------- | ------------- | ----------- | ---------------- | -------- |
| 2010 | Trix Solier – čarodějův učeň                     | Triton, Argo      | Прага         | Чешский     | I. Dvořáková     | [ 6 ]    |
| 2010 | Trix Solier                                      | Beltz Gmbh        | Ландсберг     | Немецкий    | C. Pöhlmann      | [ 7 ]    |
| 2011 | Нескопоското                                     | фанатский перевод | интернет      | Болгарский  | Клара Стоименова | [ 8 ]    |
| 2014 | Trix Solier, Zauberlehrling voller Fehl und Adel | Beltz & Gelberg   |               | Немецкий    | C. Pöhlmann      | [ 9 ]    |
| 2014 | Trix Solier. L'apprendista mago                  | Fanucci           | Рим           | Итальянский | T. Roccasalda    | [ 10 ]   |